# Fascination (Alphabeat)
Fascination is een single uit 2008 van de Deense popgroep Alphabeat. Het is het tweede nummer van het debuutalbum This Is Alphabeat.

## Tracklist
1. Fascination
2. Fascination (Bimbo Jones Remix)
3. Fascination (Linus Loves Remix)
4. Fascination (The Count & Sinden Remix)

## Hitnoteringen
| "Fascination" in de Nederlandse Top 40 -- binnen: 10-05-2008 | "Fascination" in de Nederlandse Top 40 -- binnen: 10-05-2008 | "Fascination" in de Nederlandse Top 40 -- binnen: 10-05-2008 | "Fascination" in de Nederlandse Top 40 -- binnen: 10-05-2008 | "Fascination" in de Nederlandse Top 40 -- binnen: 10-05-2008 | "Fascination" in de Nederlandse Top 40 -- binnen: 10-05-2008 | "Fascination" in de Nederlandse Top 40 -- binnen: 10-05-2008 | "Fascination" in de Nederlandse Top 40 -- binnen: 10-05-2008 | "Fascination" in de Nederlandse Top 40 -- binnen: 10-05-2008 | "Fascination" in de Nederlandse Top 40 -- binnen: 10-05-2008 | "Fascination" in de Nederlandse Top 40 -- binnen: 10-05-2008 | "Fascination" in de Nederlandse Top 40 -- binnen: 10-05-2008 | "Fascination" in de Nederlandse Top 40 -- binnen: 10-05-2008 | "Fascination" in de Nederlandse Top 40 -- binnen: 10-05-2008 | "Fascination" in de Nederlandse Top 40 -- binnen: 10-05-2008 | "Fascination" in de Nederlandse Top 40 -- binnen: 10-05-2008 | "Fascination" in de Nederlandse Top 40 -- binnen: 10-05-2008 | "Fascination" in de Nederlandse Top 40 -- binnen: 10-05-2008 | "Fascination" in de Nederlandse Top 40 -- binnen: 10-05-2008 | "Fascination" in de Nederlandse Top 40 -- binnen: 10-05-2008 | "Fascination" in de Nederlandse Top 40 -- binnen: 10-05-2008 | "Fascination" in de Nederlandse Top 40 -- binnen: 10-05-2008 |
| Week                                                         | 1                                                            | 2                                                            | 3                                                            | 4                                                            | 5                                                            | 6                                                            | 7                                                            | 8                                                            | 9                                                            | 10                                                           | 11                                                           | 12                                                           | 13                                                           | 14                                                           | 15                                                           | 16                                                           | 17                                                           | 18                                                           | 19                                                           | 20                                                           | 21                                                           |
| ------------------------------------------------------------ | ------------------------------------------------------------ | ------------------------------------------------------------ | ------------------------------------------------------------ | ------------------------------------------------------------ | ------------------------------------------------------------ | ------------------------------------------------------------ | ------------------------------------------------------------ | ------------------------------------------------------------ | ------------------------------------------------------------ | ------------------------------------------------------------ | ------------------------------------------------------------ | ------------------------------------------------------------ | ------------------------------------------------------------ | ------------------------------------------------------------ | ------------------------------------------------------------ | ------------------------------------------------------------ | ------------------------------------------------------------ | ------------------------------------------------------------ | ------------------------------------------------------------ | ------------------------------------------------------------ | ------------------------------------------------------------ |
| Nummer                                                       | 30                                                           | 10                                                           | 7                                                            | 6                                                            | 5                                                            | 4                                                            | 6                                                            | 6                                                            | 6                                                            | 6                                                            | 7                                                            | 8                                                            | 10                                                           | 11                                                           | 11                                                           | 14                                                           | 18                                                           | 19                                                           | 23                                                           | 30                                                           | 36                                                           |

| "Fascination" in de Nederlandse Single Top 100 -- binnen: 03-05-2008 | "Fascination" in de Nederlandse Single Top 100 -- binnen: 03-05-2008 | "Fascination" in de Nederlandse Single Top 100 -- binnen: 03-05-2008 | "Fascination" in de Nederlandse Single Top 100 -- binnen: 03-05-2008 | "Fascination" in de Nederlandse Single Top 100 -- binnen: 03-05-2008 | "Fascination" in de Nederlandse Single Top 100 -- binnen: 03-05-2008 | "Fascination" in de Nederlandse Single Top 100 -- binnen: 03-05-2008 | "Fascination" in de Nederlandse Single Top 100 -- binnen: 03-05-2008 | "Fascination" in de Nederlandse Single Top 100 -- binnen: 03-05-2008 | "Fascination" in de Nederlandse Single Top 100 -- binnen: 03-05-2008 | "Fascination" in de Nederlandse Single Top 100 -- binnen: 03-05-2008 | "Fascination" in de Nederlandse Single Top 100 -- binnen: 03-05-2008 | "Fascination" in de Nederlandse Single Top 100 -- binnen: 03-05-2008 | "Fascination" in de Nederlandse Single Top 100 -- binnen: 03-05-2008 | "Fascination" in de Nederlandse Single Top 100 -- binnen: 03-05-2008 | "Fascination" in de Nederlandse Single Top 100 -- binnen: 03-05-2008 | "Fascination" in de Nederlandse Single Top 100 -- binnen: 03-05-2008 | "Fascination" in de Nederlandse Single Top 100 -- binnen: 03-05-2008 | "Fascination" in de Nederlandse Single Top 100 -- binnen: 03-05-2008 | "Fascination" in de Nederlandse Single Top 100 -- binnen: 03-05-2008 | "Fascination" in de Nederlandse Single Top 100 -- binnen: 03-05-2008 | "Fascination" in de Nederlandse Single Top 100 -- binnen: 03-05-2008 | "Fascination" in de Nederlandse Single Top 100 -- binnen: 03-05-2008 | "Fascination" in de Nederlandse Single Top 100 -- binnen: 03-05-2008 |
| Week                                                                 | 1                                                                    | 2                                                                    | 3                                                                    | 4                                                                    | 5                                                                    | 6                                                                    | 7                                                                    | 8                                                                    | 9                                                                    | 10                                                                   | 11                                                                   | 12                                                                   | 13                                                                   | 14                                                                   | 15                                                                   | 16                                                                   | 17                                                                   | 18                                                                   | 19                                                                   | 20                                                                   | 21                                                                   | 22                                                                   | 23                                                                   |
| -------------------------------------------------------------------- | -------------------------------------------------------------------- | -------------------------------------------------------------------- | -------------------------------------------------------------------- | -------------------------------------------------------------------- | -------------------------------------------------------------------- | -------------------------------------------------------------------- | -------------------------------------------------------------------- | -------------------------------------------------------------------- | -------------------------------------------------------------------- | -------------------------------------------------------------------- | -------------------------------------------------------------------- | -------------------------------------------------------------------- | -------------------------------------------------------------------- | -------------------------------------------------------------------- | -------------------------------------------------------------------- | -------------------------------------------------------------------- | -------------------------------------------------------------------- | -------------------------------------------------------------------- | -------------------------------------------------------------------- | -------------------------------------------------------------------- | -------------------------------------------------------------------- | -------------------------------------------------------------------- | -------------------------------------------------------------------- |
| Nummer                                                               | 80                                                                   | 55                                                                   | 9                                                                    | 8                                                                    | 9                                                                    | 9                                                                    | 12                                                                   | 18                                                                   | 27                                                                   | 15                                                                   | 18                                                                   | 27                                                                   | 17                                                                   | 18                                                                   | 19                                                                   | 18                                                                   | 25                                                                   | 46                                                                   | 45                                                                   | 40                                                                   | 54                                                                   | 53                                                                   | 83                                                                   |

| "Fascination" in de Vlaamse Ultratop 50 -- binnen: 24-05-2008 | "Fascination" in de Vlaamse Ultratop 50 -- binnen: 24-05-2008 | "Fascination" in de Vlaamse Ultratop 50 -- binnen: 24-05-2008 | "Fascination" in de Vlaamse Ultratop 50 -- binnen: 24-05-2008 | "Fascination" in de Vlaamse Ultratop 50 -- binnen: 24-05-2008 | "Fascination" in de Vlaamse Ultratop 50 -- binnen: 24-05-2008 | "Fascination" in de Vlaamse Ultratop 50 -- binnen: 24-05-2008 | "Fascination" in de Vlaamse Ultratop 50 -- binnen: 24-05-2008 | "Fascination" in de Vlaamse Ultratop 50 -- binnen: 24-05-2008 | "Fascination" in de Vlaamse Ultratop 50 -- binnen: 24-05-2008 | "Fascination" in de Vlaamse Ultratop 50 -- binnen: 24-05-2008 | "Fascination" in de Vlaamse Ultratop 50 -- binnen: 24-05-2008 | "Fascination" in de Vlaamse Ultratop 50 -- binnen: 24-05-2008 | "Fascination" in de Vlaamse Ultratop 50 -- binnen: 24-05-2008 | "Fascination" in de Vlaamse Ultratop 50 -- binnen: 24-05-2008 | "Fascination" in de Vlaamse Ultratop 50 -- binnen: 24-05-2008 | "Fascination" in de Vlaamse Ultratop 50 -- binnen: 24-05-2008 | "Fascination" in de Vlaamse Ultratop 50 -- binnen: 24-05-2008 | "Fascination" in de Vlaamse Ultratop 50 -- binnen: 24-05-2008 | "Fascination" in de Vlaamse Ultratop 50 -- binnen: 24-05-2008 | "Fascination" in de Vlaamse Ultratop 50 -- binnen: 24-05-2008 |
| Week                                                          | 1                                                             | 2                                                             | 3                                                             | 4                                                             | 5                                                             | 6                                                             | 7                                                             | 8                                                             | 9                                                             | 10                                                            | 11                                                            | 12                                                            | 13                                                            | 14                                                            | 15                                                            | 16                                                            | 17                                                            | 18                                                            |                                                               | 19                                                            |
| ------------------------------------------------------------- | ------------------------------------------------------------- | ------------------------------------------------------------- | ------------------------------------------------------------- | ------------------------------------------------------------- | ------------------------------------------------------------- | ------------------------------------------------------------- | ------------------------------------------------------------- | ------------------------------------------------------------- | ------------------------------------------------------------- | ------------------------------------------------------------- | ------------------------------------------------------------- | ------------------------------------------------------------- | ------------------------------------------------------------- | ------------------------------------------------------------- | ------------------------------------------------------------- | ------------------------------------------------------------- | ------------------------------------------------------------- | ------------------------------------------------------------- | ------------------------------------------------------------- | ------------------------------------------------------------- |
| Nummer                                                        | 40                                                            | 19                                                            | 12                                                            | 11                                                            | 11                                                            | 4                                                             | 2                                                             | 4                                                             | 6                                                             | 7                                                             | 6                                                             | 17                                                            | 18                                                            | 24                                                            | 30                                                            | 25                                                            | 30                                                            | 45                                                            | uit                                                           | 45                                                            |